# (1159) Granada
(1159) Granada – planetoida z pasa głównego asteroid okrążająca Słońce w ciągu 3 lat i 246 dni w średniej odległości 2,38 au. Została odkryta 2 września 1929 roku w Landessternwarte Heidelberg-Königstuhl w Heidelbergu przez Karla Reinmutha. Nazwa planetoidy pochodzi od Grenady, miasta w Hiszpanii. Przed nadaniem nazwy planetoida nosiła oznaczenie tymczasowe (1159) 1929 RD.